# Grup 5 de la taula periòdica
| Grup    | 5      |
| Període |        |
| 4       | 23 V   |
| 5       | 41 Nb  |
| 6       | 73 Ta  |
| 7       | 105 Db |
|         |        |

El grup 5 de la taula periòdica conté els quatre elements químics amb configuració electrònica (n-1)d³ ns², que són vanadi (V), niobi (Nb), tàntal (Ta) i dubni (Db). El dubni no es troba en la naturalesa i es produeix en el laboratori, per la qual cosa al parlar de les propietats dels elements del grup 5 se sol obviar aquest element.

Grup 5 de la taula periòdica
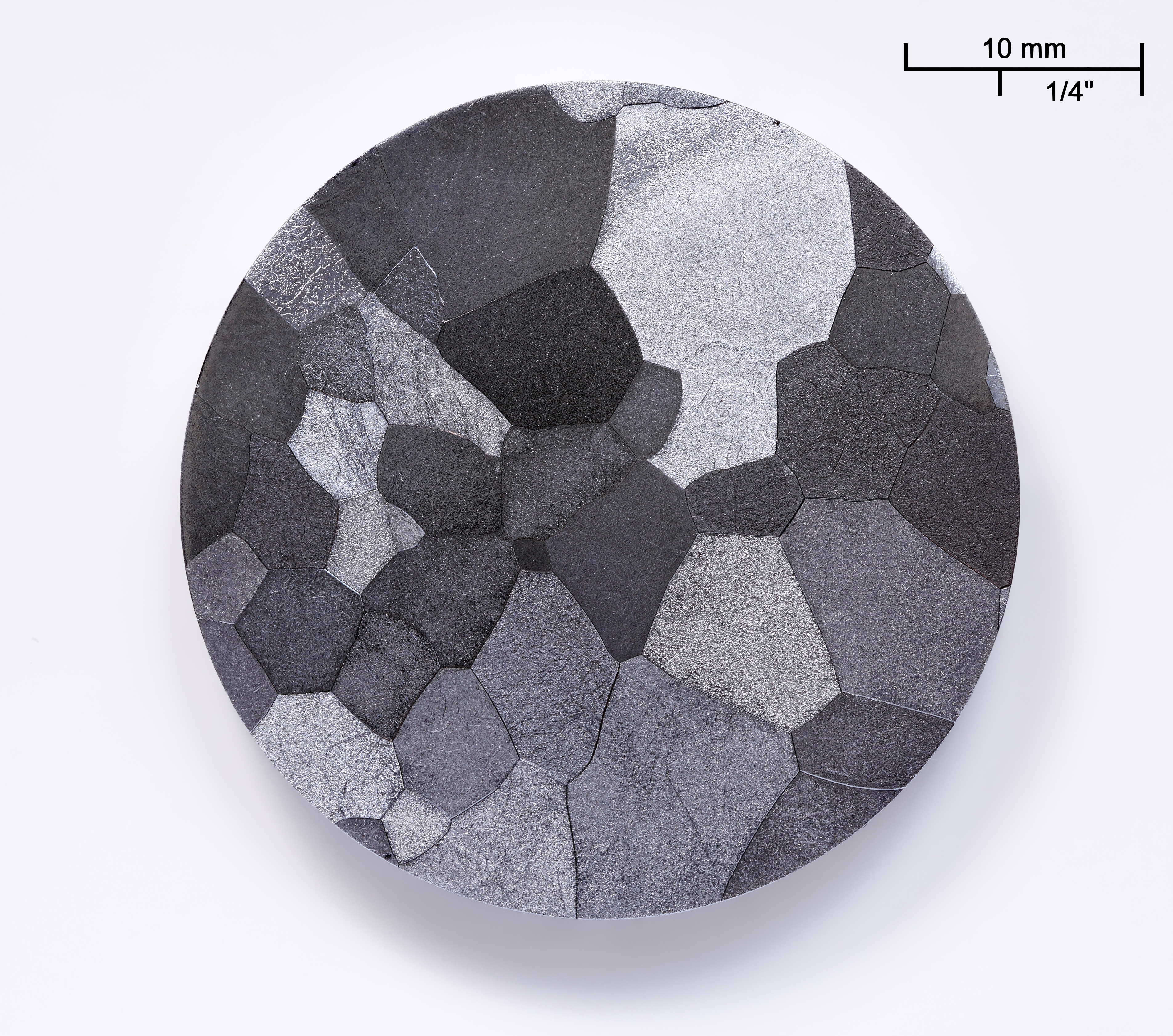
Vanadi
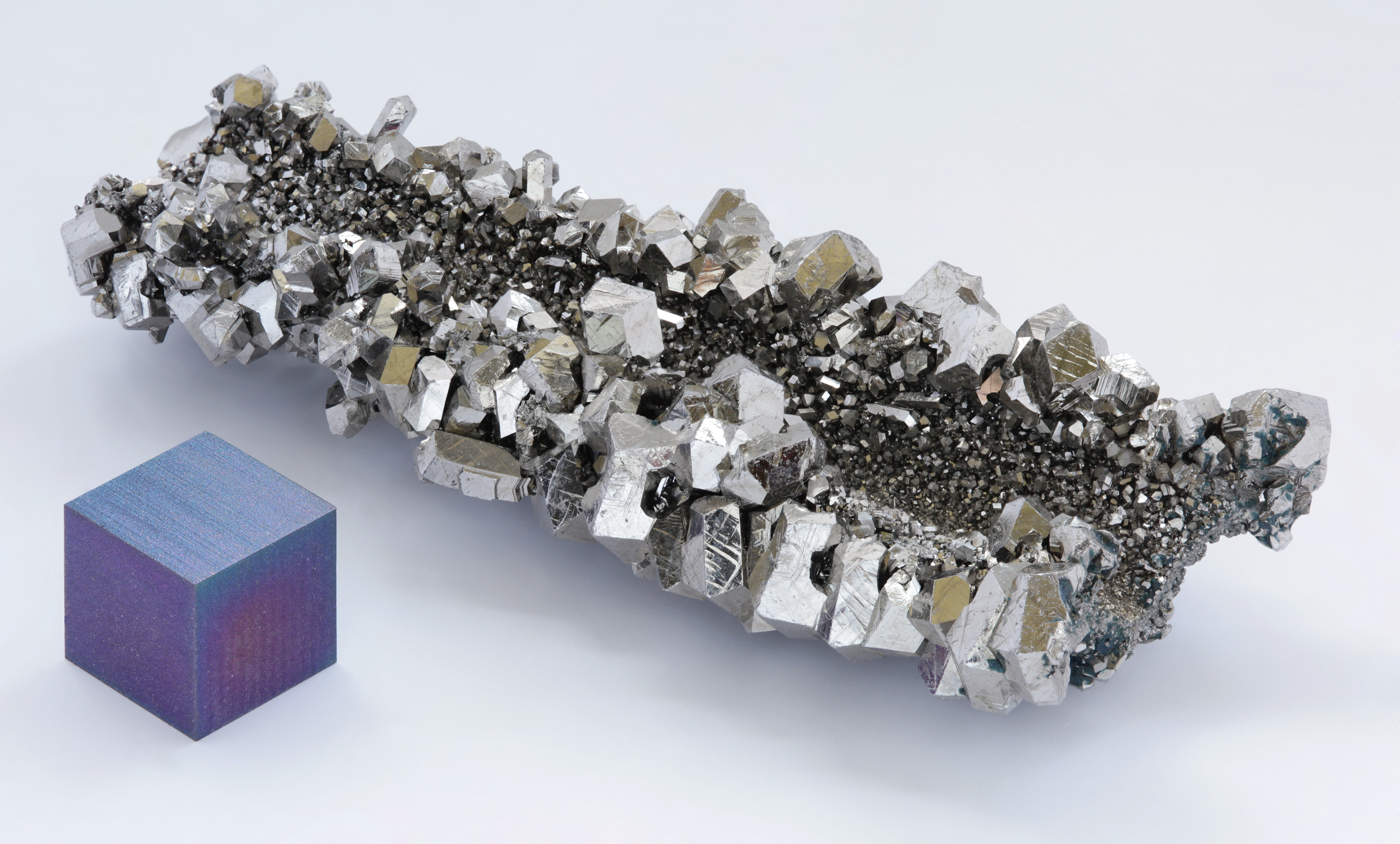
Niobi
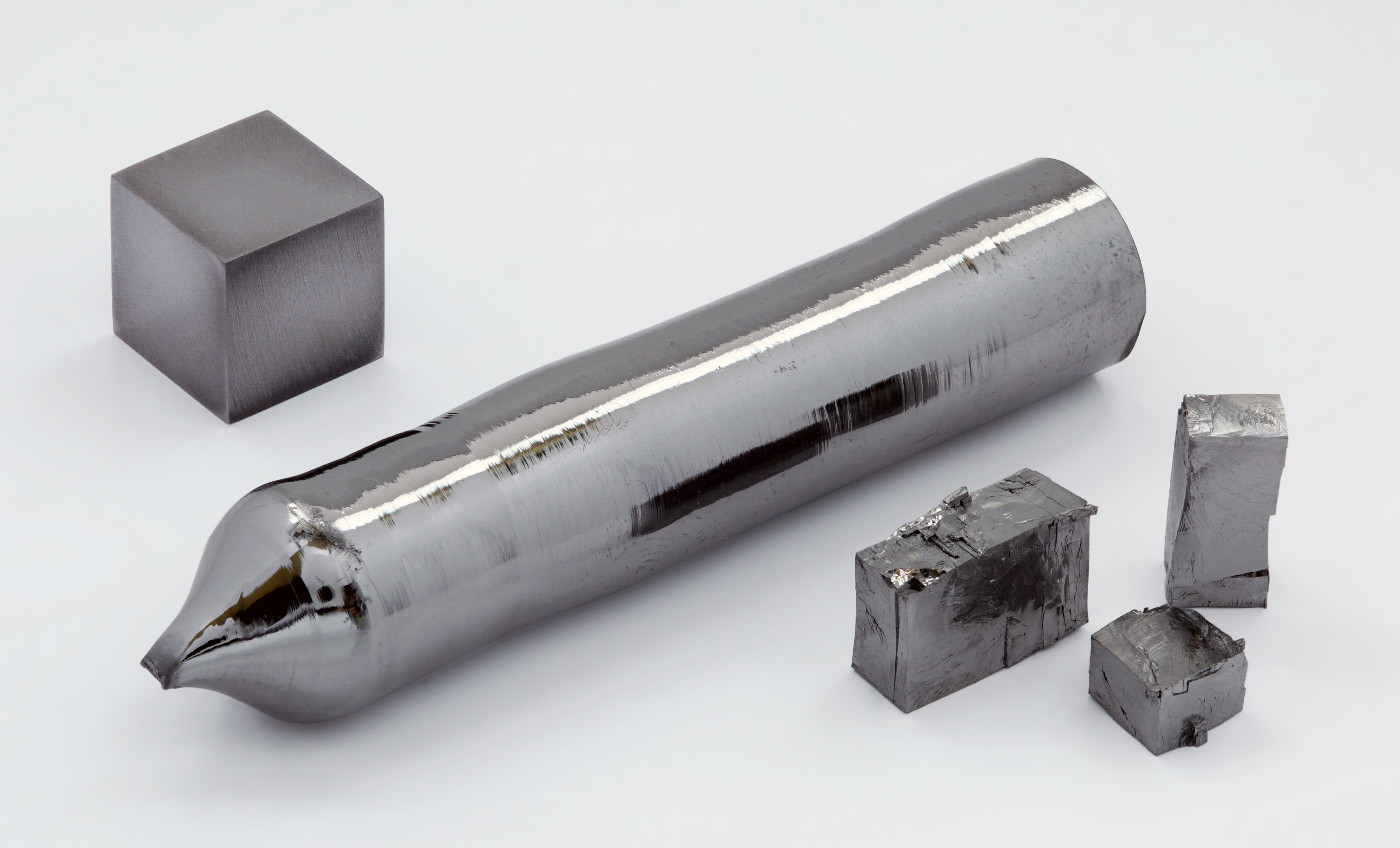
Tàntal

## Història
El vanadi fou descobert dues vegades. La primera vegada fou el 1801 per l'espanyol Andrés Manuel del Río (1764-1849), professor de mineralogia a Ciutat de Mèxic. El trobà en un exemplar de vanadinita, {\displaystyle {\ce {Pb5(VO4)3Cl}}} i envià una mostra a París. No obstant això, els químics francesos conclogueren que es tractava d’un mineral de crom. La segona vegada fou descobert el 1831 pel químic suec Nils Gabriel Selfström (1787-1845) a Estocolm. El separà d’una mostra de ferro colat feta de mineral extret a Småland, Suècia. Pogué demostrar que era un element nou. El vanadi pur fou produït per Henry Enfield Roscoe (1833-1915) a Manchester, el 1869, i demostrà que les mostres anteriors del metall eren realment nitrur de vanadi {\displaystyle {\ce {VN}}}.

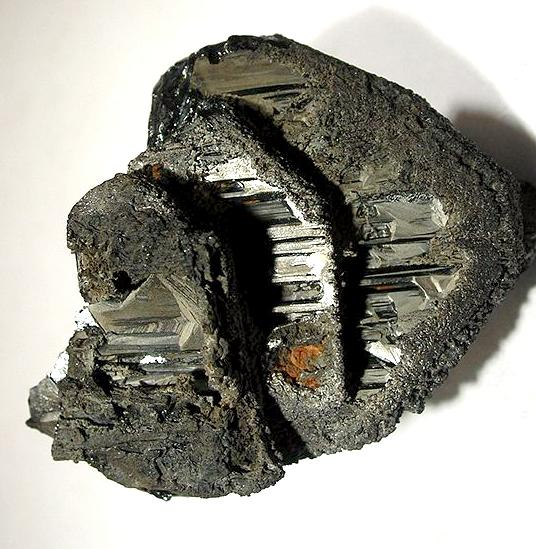
Columbita-(Mn) (Mn,Fe)(Nb,Ta)2O6

El niobi fou descobert l'any 1801 pel químic anglès Charles Hatchett (1765-1847) en un mineral fosc i dens de la col·lecció de Hans Sloane (1660-1753) al Museu Britànic, que havia sigut de la col·lecció de John Winthrop (1588-1649), primer governador de la colònia de Massachusetts, i que envià a Sloane el seu net. Hatchett escalfà el mineral amb carbonat de potassi i dissolgué el producte en aigua. Després neutralitzà la dissolució amb un àcid i precipitaren òxids de ferro, manganès i un òxid desconegut que suposà que es tractava de l'òxid d'un element fins aleshores desconegut. Anomenà el nou element «columbi» a partir de Columbia, nom donat a Amèrica i als EUA a partir del nom del seu descobridor Cristòfor Colom. Un any més tard, el químic suec Anders Gustav Ekeberg (1767-1813) descobrí un nou element que anomenà tàntal. Però l'eminent químic britànic William Hyde Wollaston (1766–1828) considerà que era el mateix element que el columbi. El 1844, el químic alemany Heinrich Rose (1795-1864) demostrà que la columbita conté ambdós elements. Rose li donà el nom de niobi, en honor de la deessa grega Níobe, filla de Tàntal. La primera mostra pràcticament pura de niobi l'obtingué el químic suec Christian Wilhelm Blomstrand (1826-1897) el 1864.
Anders Gustaf Ekeberg (1767-1813), químic de la Universitat d'Uppsala, Suècia, comunicà el descobriment del tàntal com a nou element químic el 1802. Tot i això, quan el 1809 el químic britànic William Hyde Wollaston (1776-1828) analitzà els minerals dels quals s'havia extret, conclogué que era idèntic al niobi, que havia sigut descobert pel químic anglès Charles Hatchet el 1801 i que havia anomenat columbi. Com a resultat de la similitud d'ambdós elements es produí confusió quant a la seva identificació. Aquests dos elements sovint es donen junts i, essent químicament molt similars, eren difícils de separar pels mètodes disponibles en el moment del descobriment. No fou fins al 1846 que el químic alemany Heinrich Rose (1795-1864) separà el tàntal i el niobi i demostrà de manera concloent que eren elements diferents, i tanmateix la seva mostra de tàntal encara era una mica impura, i no fou fins al 1903 que el tàntal pur pogué ser obtingut pel químic alemany Werner von Bolton (1868-1912). El nom tàntal prové del llatí científic tantalum, i aquest del llatí Tantălus 'Tàntal', personatge mitològic, fill de Zeus i de la nimfa Pluto, castigat a patir fam i set eternament, per al·lusió a la nul·la capacitat d'absorció del tàntal quan se submergeix en àcids. Tàntal és el pare de la deessa Níobe, que dona nom al niobi.
El dubni és un element sintètic, altament radioactiu, que no existeix de manera natural a la Terra. El seu descobriment fou inicialment proclamat en 1968 per científics dirigits per Gueorgui Fliórov de l'Institut de Recerca Nuclear de Dubnà (IURN), la seu del qual es troba a la ciutat russa de Dubnà. Aquesta preparació inicial fou duta a terme bombardejant l'isòtop americi 243, {\displaystyle {\ce {^243_95Am}}}, amb nuclis de neó 22, {\displaystyle {\ce {^22_10Ne}}}:{\displaystyle {\ce {^243_95Am + ^22_10Ne -> ^260_105Db + 5^1_0n}}}Observant l'activitat radioactiva subsegüent es deduí la formació d'un nou element de nombre atòmic Z = 105. No obstant això, aquest fet no pogué ser fefaentment provat en aquell moment. Poc després, el 1970, un grup de científics dirigits per Albert Ghiorso el Laboratori Nacional de Lawrence Berkeley de la Universitat de Califòrnia a Berkeley reclamà el descobriment de l'isòtop 260 de l'element 105, basant-se en un nou experiment desenvolupat mitjançant el bombardeig de l'isòtop californi 249, {\displaystyle {\ce {^249_98Cf}}}, amb nuclis de nitrogen 15, {\displaystyle {\ce {^15_7N}}}:{\displaystyle {\ce {^249_98Cf + ^15_7N -> ^260_105Db + 4^1_0n}}}

## Estat natural

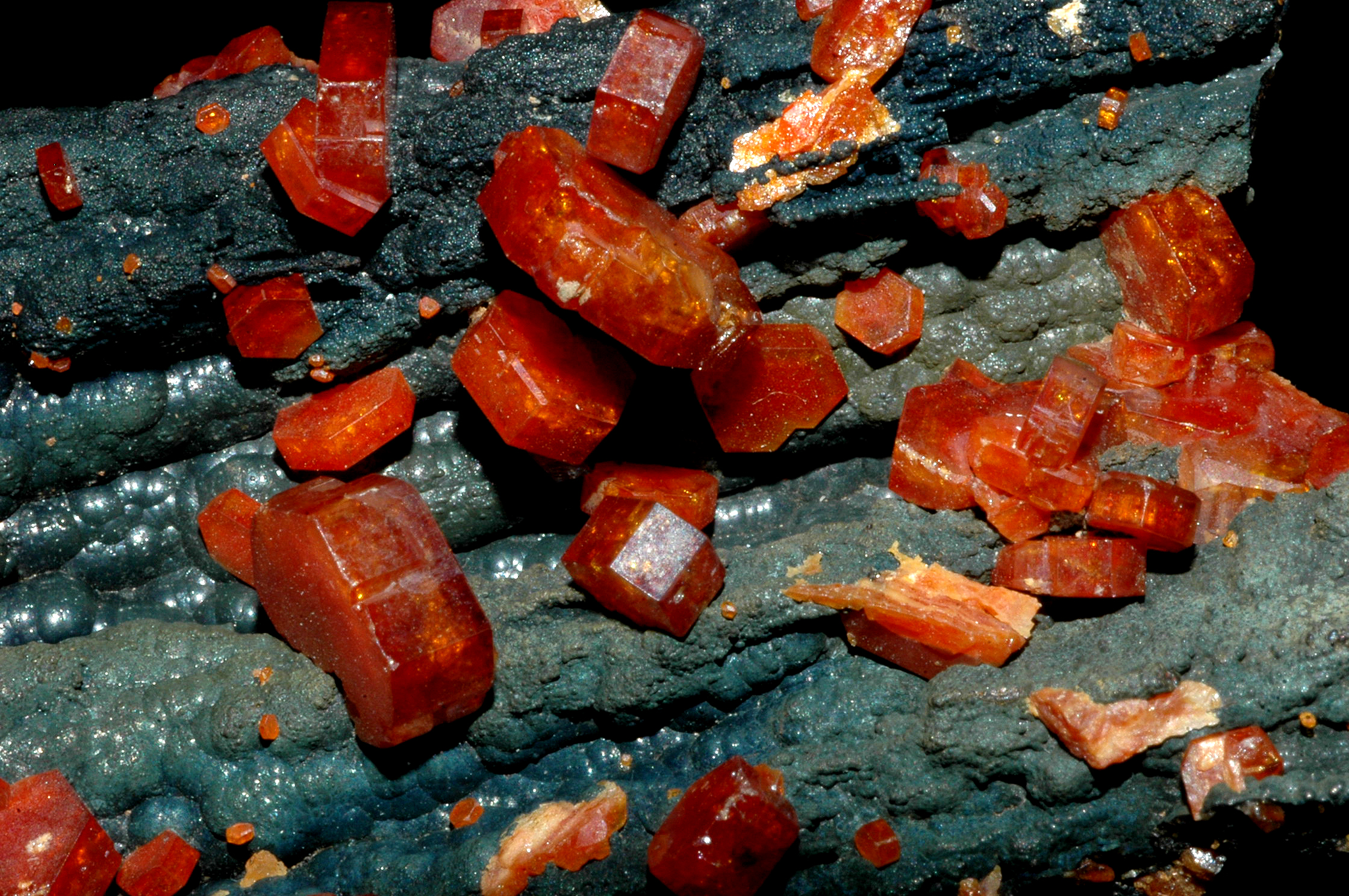
Cristalls de vanadinita Pb5[Cl(VO4)3] sobre goethita.

El vanadi és el 19è element més abundant a l'escorça terrestre, essent-hi present en una concentració mitjana de 160 ppm (mg/kg). En els sols les concentracions oscil·len entre 10 i 500 ppm. El niobi ocupa la posició 33 pel que fa a abundància a l'escorça terrestre amb una concentració mitjana de 20 ppm (als sols entre 24 i 300 ppm). El tàntal presenta una concentració mitjana a l'escorça terrestre de 2 ppm (als sols només 1 ppm) i ocupa la posició 51a en abundància dels elements químics.
A l'aigua de la mar hom troba una concentració mitjana de vanadi d'1,5 ppb (μg/L). La concentració de niobi és molt baixa, sols 0,9 ppt (ng/L). De tàntal la concentració assoleix els 2 ppt. A l'atmosfera, sobre els oceans hi ha una concentració de vanadi de 0,02 ng/m³, que s'incrementa fins a 1 μg/m³ a les regions molt poblades per culpa de la combustió de derivats del petroli. De niobi i de tàntal no se'n detecten a l'atmosfera.

## Propietats
Les propietats d'aquests elements són les típiques dels metalls de transició. Els punt de fusió i d'ebullició són molt alts, propers als màxims, que es donen en els elements dels grups següents. S'observa un increment d'ambdós en augmentar el nombre atòmic. Les densitats també són altes i també augmenten en davallar en el grup.
| Nom                          | Vanadi      | Niobi       | Tàntal          | Dubni           |
| ---------------------------- | ----------- | ----------- | --------------- | --------------- |
| Nombre atòmic                | 23          | 41          | 73              | 105             |
| Massa atòmica relativa       | 50,94       | 92,91       | 180,9           | (270)           |
| Configuració electrònica     | [Ar] 3d³4s² | [Kr] 4d³5s² | [Xe] 4f¹⁴5d³6s² | [Rn] 5f¹⁴6d³7s² |
| Punt de fusió (°C)           | 1 910       | 2 477       | 3 017           |                 |
| Punt d'ebullició (°C)        | 3 407       | 4 744       | 5 458           |                 |
| Densitat (g·cm−3 a 20 °C)    | 6,11        | 8,57        | 16,65           |                 |
| Aparença                     |             |             |                 |                 |
| Radi atòmic (pm)             | 135         | 145         | 145             |                 |
| Energia d'ionització (eV)    | 6,746       | 6,759       | 7,550           |                 |
| Electronegativitat (Pauling) | 1,63        | 1,6         | 1,5             |                 |

## Aplicacions

### Vanadi

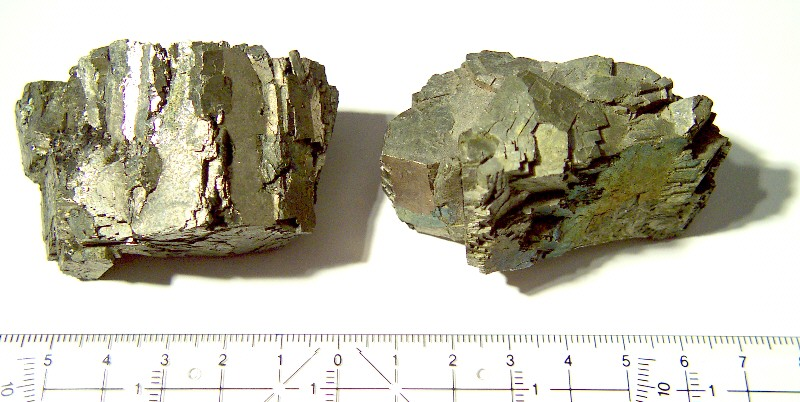
Ferrovanadi.

L'aplicació més important del vanadi és l'aliatge amb ferro anomenat ferrovanadi, que s'utilitza com a additiu en la fabricació d'acers per a millorar les propietats mecàniques del ferro: eines, eixos de vehicles, ganivets, engranatges, blindatge de vehicles, etc. El vanadi, afegit a aliatges de titani i alumini, en millora la resistència mecànica i hi proporciona estabilitat a altes temperatures; aquests aliatges s'empren en la fabricació dels motors dels avions. S'està estudiant l'ús de parells redox de vanadi per a les bateries recarregables d'ió liti, que podria suposar una capacitat d'emmagatzematge superior a la de les bateries de liti tradicionals. La segona principal aplicació del vanadi és com a catalitzador en forma d'òxid de vanadi(V) {\displaystyle {\ce {V2O5}}}, en la producció d'àcid sulfúric mitjançant el procés de contacte i el procés humit.

### Niobi

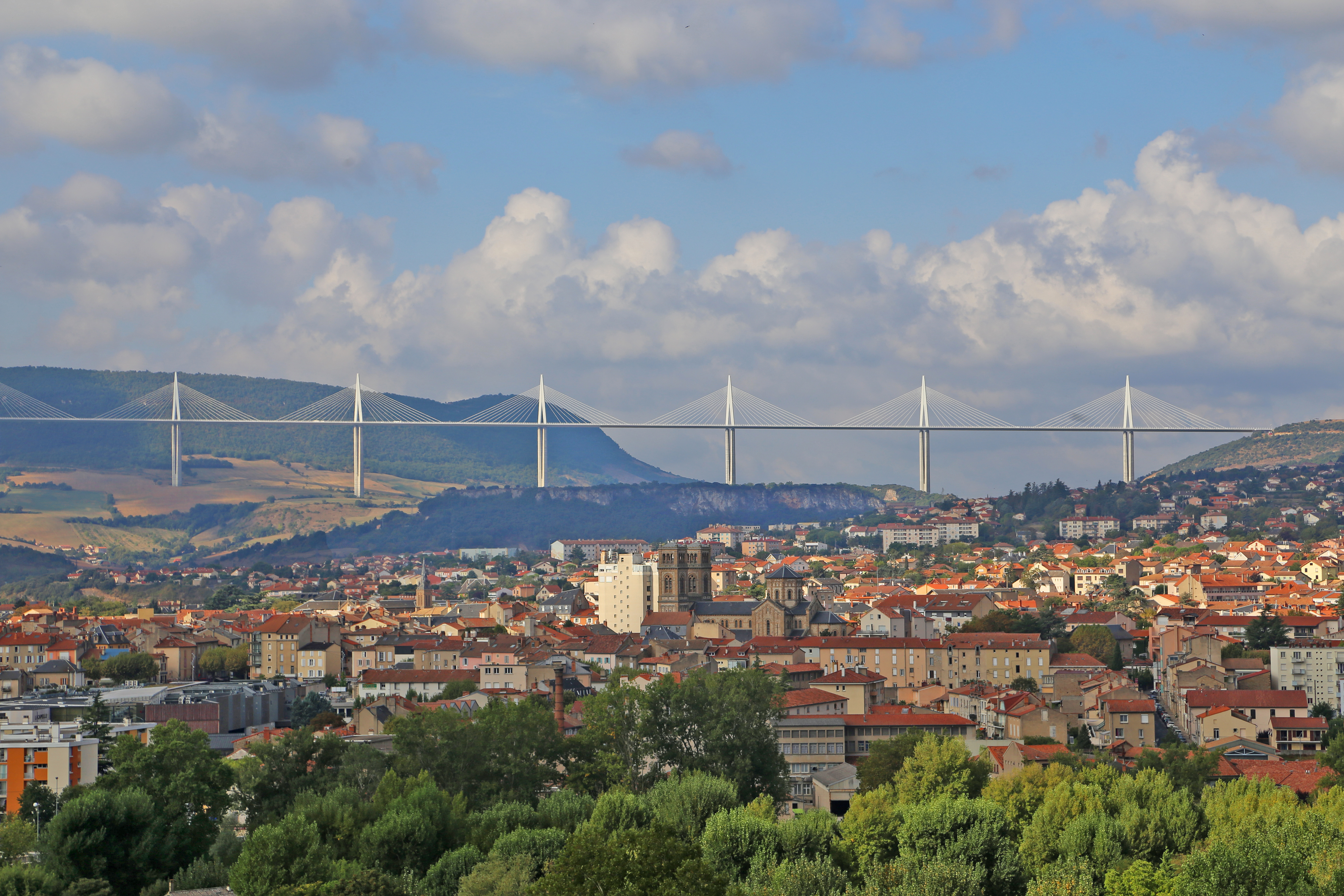
El viaducte de Millau (França), el més alt del món, està construït amb acer al niobi i la qual cosa permet la reducció del pes és un 60 %.

El niobi s'utilitza en la producció d'acer perquè li confereix duresa, acritud, millora la soldabilitat i redueix la seva densitat. Els acers inoxidables microaliats amb niobi s'utilitzen en components estructurals refractaris d'automòbils i aeronaus i en la fabricació de canonades de gas natural en zones àrtiques. El niobi s'utilitza en superaliatges de níquel, cobalt i ferro emprats en components de les toveres dels coets espacials. El niobi s'utilitza en la fabricació de condensadors perquè, gràcies a la seva constant dielèctrica alta, és capaç d'emmagatzemar càrregues elèctriques. El niobat de liti {\displaystyle {\ce {LiNbO3}}} s'utilitza en la fabricació de dispositius de comunicacions òptiques. El niobi s'empra per a generar camps magnètics molt intensos, ja que és superconductor a baixes temperatures. Els camps magnètics produïts per l'aliatge Nb-Ti (niobi-titani) fan aquest material útil per als equips de ressonància magnètica nuclear, i també per a la construcció d'acceleradors de partícules. El niobi s'afegeix al vidre perquè té un alt índex de refracció i permet fer més primes les lents correctives de les ulleres.

### Tàntal

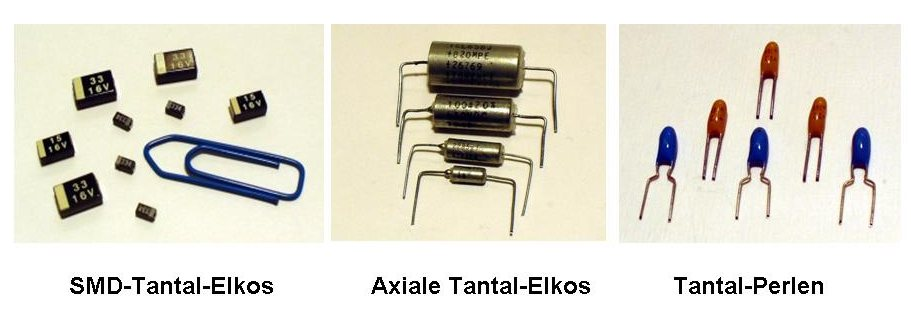
Condensadors de tàntal.

El tàntal s'empra majoritàriament en la fabricació de condensadors. La capacitat d'emmagatzemar càrregues elèctriques en petites quantitats de tàntal ha facilitat la miniaturització de tots els dispositius electrònics (telèfons intel·ligents, consoles de joc, microprocessadors, aparells de ràdio, armes «intel·ligents», míssils…), mitjançant la substitució dels clàssics condensadors d'alumini pels de tàntal. L'òxid de tàntal(V) {\displaystyle {\ce {Ta2O5}}} s'afegeix al vidre per a augmentar-ne la transparència i l'índex de refracció, alhora que el fa més lleuger. Aquests vidres s'empren en la fabricació d'objectius per a les càmeres fotogràfiques. El carbur de tàntal {\displaystyle {\ce {TaC}}}e és més resistent que el carbur de tungstè {\displaystyle {\ce {WC}}}, i s'empra en eines de tall i en la fabricació de motors que han de treballar a altes temperatures i en un ambient corrosiu. També es fabrica instrumental quirúrgic i aparells químics amb aquest metall.